# Edgworth
Edgworth är en by i civil parish North Turton, i distriktet Blackburn with Darwen, i grevskapet Lancashire, i England. Byn är belägen 52,4 km från Lancaster. Orten har 2 242 invånare (2016). Edgeworth var en civil parish 1866–1925 när blev den en del av Turton. Civil parish hade 2 557 invånare år 1921.